# Anurapteryx brueckneri
Anurapteryx brueckneri är en fjärilsart som beskrevs av Erich Martin Hering 1928. Anurapteryx brueckneri ingår i släktet Anurapteryx och familjen Sematuridae. Inga underarter finns listade i Catalogue of Life.